# NIB昼のニュース
『NIB昼のニュース』（エヌアイビーひるのニュース）は、長崎国際テレビが1991年3月のサービス放送期間中から1996年3月31日まで放送していた昼のニュース番組である。

## 概要
『NNN昼のニュース』（日本テレビ）の長崎県ローカル版としてスタートした。ただし、同番組とは別番組扱いであり、同番組の終了直後に5分間放送されていた。

## 放送時間
いずれもJST。

### 前期
- 月曜日 - 日曜日 11:40 - 11:45

### 後期
- 月曜日 - 土曜日 11:45 - 11:50
- 日曜日 11:35 - 11:40

## 備考
オープニングとエンドフリップのBGMには『NNN昼のニュース』とは違うものを使用していた。また、提供テロップの代わりにNIBの局ロゴを出していた。「昼のニュース」の題字は初代のものを使用していた。

## 関連番組
- NNN昼のニュース

| 長崎国際テレビ 昼のNIBニュース | 長崎国際テレビ 昼のNIBニュース                | 長崎国際テレビ 昼のNIBニュース                                               |
| 前番組                         | 番組名                                        | 次番組                                                                       |
| ------------------------------ | --------------------------------------------- | ---------------------------------------------------------------------------- |
| （開局前につき無し）           | NIB昼のニュース （1991年3月 - 1996年3月31日） | NNNニュースダッシュ（長崎県ローカルパート） （1996年4月1日 - 2007年9月30日） |